# Сариосиёб
Сариосиёб (тадж. Сариосиёб, до 16 декабря 2022 года – Джиргатол) — село в Лахшском районе Таджикистана. Административный центр сельского джамоата Навруз. Расстояние от села до центра района (пгт Вахдат) — 2 км. Население — 4531 человек (2017 г.), таджики и киргизы. Самый кпупный населенный пункт в одноименном джамоате, и второй по населению (после райцентра) в Лахше. Население в основном занято сельским хозяйством.